# فيمن
فيمن (بالإنجليزية: FEMEN، بالأوكرانية: Фемен)، هي حركة أوكرانية نسائية ناشطة تهدف إلى حماية حقوق المرأة. أصبحت المنظمة معروفة دوليًا بتنظيم احتجاجات مثيرة للجدل للفت الأنظار لما تعتبره المنظمة الكيل بمكيالين والمعايير الاجتماعية المزدوجة في التعامل مع النساء وضد ظواهر السياحة الجنسية والمؤسسات الدينية والتمييز الجنسي ورهاب المثلية ومواضيع اجتماعية ووطنية ودولية أخرى. تأسست المجموعة في أوكرانيا، ومقرها الآن في العاصمة الفرنسية باريس.
تصف المنظمة نفسها بأنها "تحارب ثلاثة مظاهر هي "الاستغلال الجنسي للنساء والدكتاتورية والدين"، وذكرت أن هدفها هو "حماية حقوق المرأة". وقد تم اعتقال ناشطات فيمن بشكل منتظم من قبل الشرطة ردًا على احتجاجاتهن في عدد من الدول.
تعتبر فيمن من أكثر المنظمات إثارة للجدل في العالم، وتشتهر ناشطات هذه الحركة باحتجاجاتهن العلنية على قضايا مثل الدعارة والإجهاض وارتداء الحجاب، كما تقوم الحركة بحملات منتظمة ضد موقف الكنيسة الكاثوليكية من زواج المثليين[بحاجة لمصدر].

## التاريخ
يُنسب إلى آنا هوتسل تأسيس حركة فيمين في 10 أبريل 2008، بعد أن أصبحت مدركة لقصص النساء الأوكرانيات اللواتي خُدعن في الخارج وتم استغلالهن جنسيًا. ومع ذلك، وفقا للفيلم الوثائقي الذي صور في عام 2013 من قبل كيتي غرين " أوكرانيا ليست بيت دعارة"، تأسست فيمن على يد فيكتور سفياتسكي، وفي شهر سبتمبر / أيلول 2013، ردت إينا شيفتشينكو على الفيلم الوثائقي قائلة بأن سفياتسكي قاد الحركة قبلنا، وهذا لأننا لم نكن نعرف كيف نقاوم ونقاتل... وبعدها قررت مغادرة أوكرانيا إلى فرنسا لتأسيس حركة فيمين جديدة".
نظمت حركة فيمن احتجاجًا في كييف خلال الانتخابات الرئاسية الأوكرانية عام 2010 ضد انتخاب فيكتور يانوكوفيتش. ورفعت الناشطات لافتات مكتوب عليها «بدأت الحرب اليوم» و«أوقفوا اغتصاب البلاد».
منذ مايو 2011، بدأت مجموعة من الوسائل الإعلامية الدولية في نقل ومواكبة أعمال ونشاطات الحركة، وهذا ما جعل الحركة تكتسب طابعًا وزخمًا دوليًا.
لدى فيمين عدة فروع دولية. وقد تم إغلاق مكتب فيمين في موطنهم الأصلي كييف وغادرت قيادة المنظمة أوكرانيا («خوفا على حياتهم وحريتهم») في أغسطس 2013.

### فيمين فرنسا
فيمن فرنسا هي الفرع الفرنسي لحركة فيمن، فبعد كسر صليب بالقرب من ميدان نيزاليزنوستي في كييف في أغسطس 2012، غادرت إينا شيفتشينكو البلاد وذهبت إلى باريس لتأسيس فيمين فرنسا، وهو مركز تدريب للناشطين. افتتح مركز التدريب الدولي في 18 سبتمبر 2012.